# FA Women's League Cup
FA Women's League Cup là giải đấu cúp liên đoàn của bóng đá nữ Anh. Giải ban đầu chỉ dành cho 8 đội thuộc FA WSL, nhưng kể từ khi WSL có thêm một hạng đấu nữa, giải đấu có sự tham dự của 24 đội. Trước đây giải được biết đến với tên FA WSL Cup. Do nhà tài trợ của giải là Continental AG nên giải còn có tên là FA Women's Continental Tyres Cup, đôi khi viết tắt là Conti Cup.

## Lịch sử
Mùa giải đầu tiên của FA Women's League Cup diễn ra sau khi FA WSL kết thúc. Arsenal, đội trước đó giành WSL và FA Women's Cup, hoàn tất cú ăn ba quốc gia sau chiến thắng 4–1 trước Birmingham City.
Mùa giải 2012 giải đấu diễn ra theo thể thức mới khi các đội được chia thành hai bảng. Hai đội đầu mỗi bảng tiến vào bán kết.
Tổng số đội được nâng lên thành 18 khi các đội WSL 2 tham dự từ mùa giải 2014, giải được chia thành ba bảng sáu đội. Vào năm 2015 giải đấu có thêm vòng tứ kết.
Trong mủa giải 2016 giải chuyển sang thể thức loại trực tiếp và bỏ vòng bảng. Với 19 đội nên sáu đội đứng cuối phải đấu vòng sơ loại. Vòng 16 đội sau đó được chia hạt giống, các đội WSL 1 gặp các đội WSL 2 và được lợi thế sân nhà.
Đội một lần nữa đấu vòng bảng từ mùa giải 2017–18.
Vào mùa giải 2018–19, có 22 đội tham dự, chia thành 11 đội phía Bắc và 11 đội phía Nam, mỗi vùng có một bảng sáu đội và một bảng năm, hai đội nhất và nhì mỗi bảng sẽ vào chơi ở tứ kết.
Thể thức thi đấu cũng tương tự ở mùa giải 2019–20, nhưng có thêm một đội ở phía Nam. Các bảng A (phía Bắc, 6 đội), bảng B (phía Nam, 6 đội), bảng C (phía Bắc, 5 đội) và bảng D (phía Nam, 6 đội) tạo thành 23 đội.

## Các trận chung kết
Chỉ có Chelsea, Arsenal và Manchester City là những đội đã vô địch FA Women's League Cup. Birmingham City là đội thua nhiều trận chung kết nhất với 3 lần về nhì.

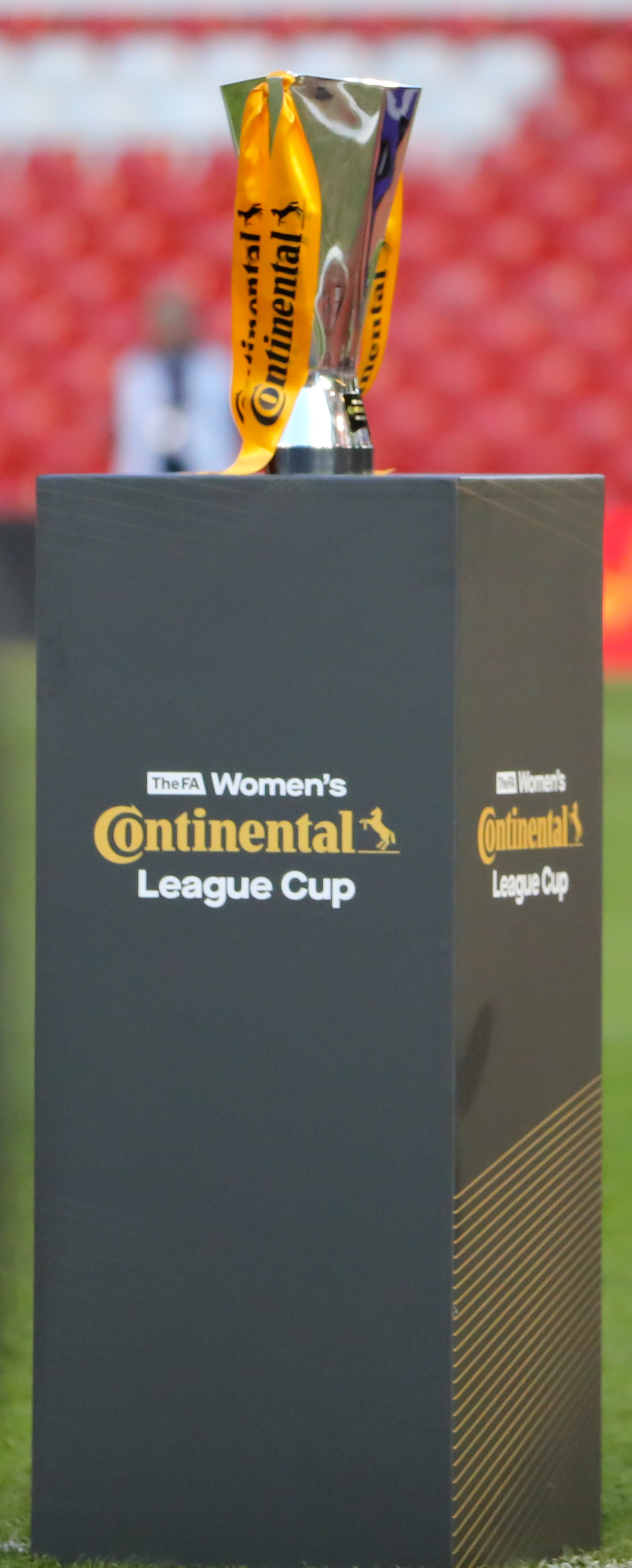
Chiếc cúp dành cho đội vô địch

| Mùa giải | Vô địch         | Tỷ số        | Á quân          | Địa điểm                                | Khán giả |
| -------- | --------------- | ------------ | --------------- | --------------------------------------- | -------- |
| 2011     | Arsenal         | 4–1          | Birmingham City | Sân vận động Pirelli, Burton upon Trent | 2,167    |
| 2012     | Arsenal         | 1–0          | Birmingham City | Sân vận động Underhill, London          | 2,535    |
| 2013     | Arsenal         | 2–0          | Lincoln         | The Hive, London                        | 3,421    |
| 2014     | Manchester City | 1–0          | Arsenal         | Adams Park, High Wycombe                | 3,697    |
| 2015     | Arsenal         | 3–0          | Notts County    | Sân vận động New York, Rotherham        | 5,028    |
| 2016     | Manchester City | 1–0 (s.h.p.) | Birmingham City | Sân vận động Academy, Manchester        | 4,214    |
| 2017–18  | Arsenal         | 1–0          | Manchester City | Adams Park, High Wycombe                | 2,136    |
| 2018–19  | Manchester City | 0–0 (4–2 p)  | Arsenal         | Bramall Lane, Sheffield                 | 2,424    |
| 2019–20  | Chelsea         | 2–1          | Arsenal         | City Ground, Nottingham                 | 6,743    |
| 2020–21  | Chelsea         | 6–0          | Bristol City    | Vicarage Road, Watford                  | 0        |
| 2021–22  | Manchester City | 3–1          | Chelsea         | Plough Lane, Wimbledon                  | 8,004    |
| 2022–23  | Arsenal         | 3–1          | Chelsea         | Selhurst Park, London                   | 19,010   |

## Thống kê các đội
Các đội được in nghiêng không còn tồn tại.
| Câu lạc bộ      | Vô địch | Lần vô địch đầu tiên | Lần vô địch gần nhất | Á quân | Số lần tham dự |
| --------------- | ------- | -------------------- | -------------------- | ------ | -------------- |
| Arsenal         | 6       | 2011                 | 2023                 | 3      | 9              |
| Manchester City | 4       | 2014                 | 2022                 | 1      | 5              |
| Chelsea         | 2       | 2020                 | 2021                 | 2      | 4              |
| Birmingham City | 0       | —                    | —                    | 3      | 3              |
| Bristol City    | 0       | —                    | —                    | 1      | 1              |
| Lincoln         | 0       | —                    | —                    | 1      | 1              |
| Notts County    | 0       | —                    | —                    | 1      | 1              |